# Битва под Дедиловом
Битва под Дедиловом — эпизод восстания Болотникова. Царские воеводы Андрей Хилков, Григорий Пушкин и Сергей Ададуров, одержав победу в битве под Серебряными Прудами и стремясь развить успех, совершили поход под Дедилов, прикрывавший подступы к Туле. Известие об этом походе сохранилось лишь в «Карамзинском хронографе». Историк И. И. Смирнов по косвенным данным датировал его на приблизительно то же время, в которое князь Иван Воротынский предпринял неудачный первый поход на Тулу, то есть на вторую половину марта 1607 года.
Поход царских войск под Дедилов окончился полной неудачей. Поражение воевод было настолько полным, что «Карамзинский хронограф» называет его прямо «разгромом»: «воровские люди царя Васильевых людей розогнали и на побеге убили воеводу Сергея Ододурова, а ратные люди многие потонули в реке в Шату, и с того розгрому воеводы и ратные люди прибежали на Коширу». При беспорядочном бегстве войско князя Хилкова потеряло всё своё вооружение («запас») и значительную часть ратных людей, в том числе и одного из воевод. Результатом разгрома под Дедиловом стала и потеря Серебряных Прудов. Правительству Василия Шуйского оставалось лишь в порядке репрессии за неудачное воеводство заменить князя Хилкова другим воеводой. Им стал боярин князь Андрей Голицын.
Поражения под Тулой и Дедиловом свели на нет предыдущие успехи войск Василия Шуйского, в том числе в битве на Вырке. Теперь инициатива вновь перешла к руководителям восстания, которые предприняли новое наступление, завершившееся их победой в битве на Пчельне.